# М’Вила, Янн
Янн Жера́р М’Вила́ (фр. Yann Gérard M'Vila; родился 29 июня 1990, Амьен, Сомма, Франция) — французский футболист, опорный полузащитник. Имеет опыт выступлений за молодёжную и национальные сборные Франции. Известен своим техническим мастерством и физической силой. Младший брат Йоана М’Вила.
8 ноября 2012 года дисциплинарный комитет Федерации футбола Франции лишил М’Вила права выступать за все сборные Франции до июля 2014 года в связи с нарушением дисциплины во время пребывания в молодёжной сборной страны перед отборочным матчем чемпионата Европы среди молодёжных команд (4 футболиста, которые составили компанию Янну в посещении парижского ночного клуба, были дисквалифицированы до конца 2013 года).

## Биография
Янн родился в 1990 году в городе Амьен. Его отец — профессиональный футболист, выступавший за местный клуб, после завершения карьеры он начал работать полицейским. В семье Янна были не самые комфортные условия для жизни, именно это и стало его главным стимулом стать профессиональным футболистом.

## Клубная карьера
Свою футбольную карьеру Янн начал в возрасте шести лет, когда попал в секцию клуба «Сен-Сен-Фюзьен» (фр. Sains-Saint-Fuscien), а через 3 года он был замечен тренерами «Амьена». Однако Мвила отправился играть в пригород Парижа, в клуб «Мант». Игрой за эту команду Янн привлёк внимание скаутов «Ренна». По словам самого игрока, этот переход был ключевым для его карьеры, ведь пока он играл за «Мант» он уже успел попрощаться с мечтой о профессиональной футбольное карьере. С 16 лет его начали привлекать в различные юниорские и молодёжные сборные, и почти всегда партнёры по команде и тренеры доверяли ему должность капитана команды.

### «Ренн»
Свой первый профессиональный контракт он подписал 1 июля 2008 года. Первый сезон провёл в резервной команде.
Молодой полузащитник достаточно быстро дорос до основного состава клуба. В сезоне 2008/09 был переведён в главную команду и получил номер 15. Из-за небольших проблем со здоровьем главный тренер решил не рисковать молодым игроком, Янн пропустил часть сезона и вновь начал играть в низшей лиге второй сезон подряд. Несмотря на критику главного тренера, Мвила заявил, что не чувствует к нему никакой неприязни. По итогам сезона Янн отыграл за резерв 20 матчей, команда заняла первое место в чемпионате.
В сезоне 2009/10 в клубе произошла смена тренера. После удачных игр молодёжной сборной Франции, новый тренер «Ренна», Фредерик Антонетти, заявил, что будет ещё больше доверять молодому таланту, в результате чего Янн стал одним из главных открытий лиги. Дебютировал в матче с «Марселем», заменив на 80-й минуте травмированного японского защитника Инамото. Матч завершился со счётом 1:1. На следующей неделе, в матче против «Ланса», заработал первую красную карточку. После дисквалификации отыграл все оставшиеся в сезоне матчи команды, за исключением одного.
15 сентября 2009 года продлил свой контракт с «Ренном» до июня 2013 года. 27 августа 2010 года согласился продлить контракт до 2014 года. 18 декабря отыграл весь матч с «Валансьеном», сделав 100 точных и лишь 12 неточных передач. Матч закончился победой «Ренна» со счётом 1:0. Благодаря удачной игре в чемпионате Франции и на международной арене привлёк внимание скаутов мадридского «Реала» и английского «Ливерпуля». Позже сам футболист заявил, что не собирается покидать «Ренн», и в шутку отметил, что покинет «Ренн» только тогда, когда забьёт свой первый гол. Случилось это совсем скоро — 9 января 2011 года, в кубке Франции. За удачное выступление в чемпионате был номинирован на премию лучшему молодому игроку года, но позже проиграл этот титул Момаду Сахо. Однако он попал в символическую сборную года. Через день «Ренн» на своём официальном сайте объявил, что Янн продлил контракт до 2015 года.
В сезоне 2011/12 дебютировал в Лиге Европы УЕФА, в третьем квалификационном раунде в матче против грузинского клуба «Металлург» (Рустави). Это случилось 28 июля 2011 года. Матч закончился победой «Ренна» со счётом 5:2, сам Янн провёл на поле весь матч. 25 августа он забил свой первый гол в еврокубках. Это случилось в матче с сербской «Црвеной Звездой» в раунде плей-офф Лиги Европы. 15 сентября Янн впервые надел капитанскую повязку клуба. «Ренн» сыграл вничью с «Нанси», 1:1. В сезоне он провёл 50 матчей, 38 из которых в чемпионате Франции. Его команда закончила сезон на шестой строке в турнирной таблице.

### «Рубин»
23 января 2013 года было объявлено о переходе футболиста в казанский «Рубин». Срок контракта — 4 года. Сумма трансфера оценивается в 12 млн евро, за каждый сезон футболист будет получать около 3 млн евро.
Сразу после официального объявления о трансфере Янн поблагодарил «Ренн», где он вырос, и выразил благодарность «Рубину» в доверии:

Я очень рад, что подписал контракт с казанским «Рубином». Не могу дождаться момента, чтобы познакомиться с партнёрами по команде, болельщиками, городом и республикой, и новым для меня чемпионатом. Я благодарю «Ренн», где я вырос в профессионального игрока в течение последних девяти сезонов. Огромное спасибо «Рубину» за оказанное доверие, я постараюсь проявить себя в новом клубе как можно лучше. Переход в «Рубин» для меня — новый вызов в карьере.— Янн М'Вила.
В казанском клубе взял 90-й номер (по году своего рождения). В одном из предсезонных матчей за «Рубин» с «Днепром» получил травму, пропустил матч 1/16 Лиги Европы против «Атлетико». Дебютировал за «Рубин» 28 апреля 2013 года в матче 26 тура против ЦСКА. Дебютный матч Янна закончился победой «Рубина» со счетом 2:0.
В конце декабря 2016 года М’Вила продлил свой контракт с «Рубином» на три с половиной года.

#### Аренда 2014—2016
Сезон 2014/15 М’Вила провёл в аренде в итальянском «Интере», а в 2015 году он отправился в годичную аренду в английский «Сандерленд», где ранее хотел играть. Сыграл в АПЛ 37 игр из 38 и забил гол «Астон Вилле», но клуб Сэма Эллардайса еле удержался в Премьер-лиге.

#### Случай с «Динамо»
В промежутке летом 2015 года подписал контракт о переходе в московское «Динамо», однако из-за смены руководства в «Динамо» трансфер игрока так и не оформили. Клуб решил не покупать футболиста и заключил с ним мировое соглашение, выплатив ему €900 тыс. отступных. Но в декабре 2017 года Министерством внутренних дел РФ было возбуждено уголовное дело по факту заключения такого мирового соглашения с футболистом.

#### «Сент-Этьен»
В последние полтора сезона франкоафриканец провёл в российской Премьер-лиге 40 игр из 50 за «Рубин» и забил три гола, однако, сыграв 9 декабря 2017 года свой последний матч со СКА-Хабаровск, футболист обратился в УЕФА с просьбой разорвать его соглашение с казанским клубом, который в течение нескольких месяцев не выплачивал ему зарплату. Но перед Новым годом полузащитник договорился с «Рубином» о расторжении контракта и стал свободным агентом. По некоторым данным сумма этих отступных составила 9-10 миллионов евро, включая невыплаченную зарплату до конца действия контракта в 2020 году. В начале января 2018 года М’Вила перешел во французский «Сент-Этьен», согласившись на гораздо меньшую ставку, и 17 января уже сыграл первый матч в Лиге 1 за новый клуб против «Меца» . С 27-летним футболистом был заключен контракт до лета 2019 года.

## Международная карьера

#### Молодёжная сборная
Янн прошёл все молодёжные сборные Франции начиная с команды до 16 лет. Дебютировал 23 мая 2006 года в товарищеском матче против сборной Румынии. В команде до 17 лет он дебютировал 5 декабря в товарищеском матче против сборной Чехии. Свой первый гол забил 20 февраля 2007 года в матче против португальской сборной в Кубке Алгарве. Он был членом команды до 17 лет, которая достигла полуфинала молодёжного чемпионата мира 2007 года, но там уступила сборной Англии. В турнире Янн забил гол в ворота сборной Украины. В кубке мира до 17 лет в Южной Корее Мвила провёл все пять матчей и смог помочь команде достичь четвертьфинала, где они потерпели поражение от сборной Испании.
В молодёжной сборной до 18 лет Янн провёл 6 матчей. Дебютировал за команду в матче против сборной США. В сборной до 19 лет принимал участие в 18 матчах и забил 3 гола, был удостоен звания капитана команды. В матче квалификационного раунда забил гол сборной Румынии, матч закончился победой — 3:0. Эта победа позволила квалифицироваться команде на турнир. На турнире, который проходил на Украине, Янн отыграл все 3 матча группового этапа и помог команде достичь полуфинала, где случилось поражение от сборной Англии.

#### Сборная Франции
Был кандидатом на поездку на чемпионат мира 2010 года в ЮАР, но не попал в окончательную заявку французов. В национальной сборной дебютировал уже после чемпионата мира, 11 августа 2010 года в товарищеском матче со сборной Норвегии. Несмотря на поражение (1:2), ряд французских СМИ признал Янна лучшим в составе французов.
В 2012 году принимал участие в финальном турнире чемпионата Европы (3 матча).

## Достижения
Командные
- 2008: в молодёжном составе «Ренна» (U19) выиграл Кубок Гамбарделлы[фр.]

Личные
- По итогам чемпионата Франции 2009/2010 номинировался на премию «Молодой игрок года».

## Статистика

### Клубная
| Выступление      | Выступление      | Выступление      | Чемпионат | Чемпионат | Кубок | Кубок | Еврокубки | Еврокубки | Итого | Итого |
| Клуб             | Лига             | Сезон            | Игры      | Голы      | Игры  | Голы  | Игры      | Голы      | Игры  | Голы  |
| ---------------- | ---------------- | ---------------- | --------- | --------- | ----- | ----- | --------- | --------- | ----- | ----- |
| Ренн             | Лига 1           | 2009/2010        | 35        | 0         | 4     | 0     | 0         | 0         | 39    | 0     |
| Ренн             | Лига 1           | 2010/2011        | 37        | 2         | 4     | 1     | 0         | 0         | 41    | 3     |
| Ренн             | Лига 1           | 2011/2012        | 38        | 0         | 5     | 0     | 7         | 1         | 50    | 1     |
| Ренн             | Лига 1           | 2012/2013        | 16        | 0         | 4     | 0     | 0         | 0         | 20    | 0     |
| Ренн             | Итого            | Итого            | 126       | 2         | 17    | 1     | 7         | 1         | 150   | 4     |
| Рубин            | Чемпионат России | 2012/2013        | 5         | 0         | 0     | 0     | 0         | 0         | 5     | 0     |
| Рубин            | Чемпионат России | 2013/2014        | 19        | 0         | 0     | 0     | 13        | 0         | 32    | 0     |
| Интернационале   | Серия А          | 2014/2015        | 8         | 0         | 0     | 0     | 6         | 0         | 14    | 0     |
| Сандерленд       | Премьер-лига     | 2015/2016        | 37        | 1         | 3     | 0     | 0         | 0         | 40    | 1     |
| Рубин            | Чемпионат России | 2016/2017        | 21        | 1         | 2     | 0     | 0         | 0         | 23    | 1     |
| Рубин            | Чемпионат России | 2017/2018        | 19        | 2         | 0     | 0     | 0         | 0         | 19    | 2     |
| Рубин            | Итого за «Рубин» | Итого за «Рубин» | 64        | 3         | 2     | 0     | 13        | 0         | 79    | 3     |
| Всего за карьеру | Всего за карьеру | Всего за карьеру | 235       | 6         | 22    | 1     | 26        | 1         | 283   | 8     |

### Международная
| Сборная | Сезон   | Игр | Голов | Передач |
| ------- | ------- | --- | ----- | ------- |
| Франция | 2010/11 | 10  | 0     | 0       |
| Франция | 2011/12 | 12  | 1     | 0       |
| Всего   | Всего   | 22  | 1     | 0       |